# Amsteg
Amsteg è una frazione del comune svizzero di Silenen, nel Canton Uri.